# Tonkaephora tonkana
Tonkaephora tonkana är en insektsart som beskrevs av Matsumura 1942. Tonkaephora tonkana ingår i släktet Tonkaephora och familjen spottstritar. Inga underarter finns listade i Catalogue of Life.